# Stephan Duschek
Stephan Duschek ist ein deutscher Wirtschaftswissenschaftler.

## Leben
Nach der Berufsausbildung zum Wasserbauwerker (Emden) studierte er Wirtschaftsingenieurwesen (München), Betriebswirtschaftslehre (Mannheim) und der Wirtschaftswissenschaft (Wuppertal); Abschluss zum Dipl.-Ök. (1994). Von 1994 bis 1995 war er wissenschaftlicher Mitarbeiter an der Universität Wuppertal am Lehrstuhl für Betriebswirtschaftslehre, insbes. Planung und Organisation bei Günther Ortmann. Von 1995 bis 1996 war er wissenschaftlicher Mitarbeiter im Forschungsprojekt „Flughafenbetreibergesellschaften als Netzwerkorganisationen?“ an der Universität Wuppertal und der FU Berlin unter der Leitung von Jörg Sydow. Von 1996 bis 2009 war er wissenschaftlicher Mitarbeiter und Assistent an der Freien Universität Berlin am Institut für Allgemeine Betriebswirtschaftslehre (später Institut für Management) bei Jörg Sydow. Nach der Promotion 2001 zum Dr.  rer.  pol. am Fachbereich Wirtschaftswissenschaft der FU Berlin zum Thema „Innovation in Netzwerken“ und der Habilitation 2009 am Fachbereich Wirtschaftswissenschaft der Freien Universität Berlin mit dem Thema „Corporate Venture Capital als Pfadmanagement“ erhielt er im Juli 2009 den Ruf an die Helmut-Schmidt-Universität auf die Professur für Betriebswirtschaftslehre, insbes. Organisationstheorie. Seit September 2009 ist er Inhaber der Professur für Betriebswirtschaftslehre, insbes. Organisationstheorie an der Helmut-Schmidt-Universität.

## Schriften (Auswahl)
- Innovation in Netzwerken. Renten – Relationen – Regeln. Wiesbaden 2002, ISBN 3-8244-7695-9.
- mit Jörg Sydow: Management interorganisationaler Beziehungen. Netzwerke – Cluster – Allianzen. Stuttgart 2011, ISBN 978-3-17-020959-6.
- als Herausgeber mit Jörg Sydow: Netzwerkzeuge. Tools für das Netzwerkmanagement. Wiesbaden 2013, ISBN 3-658-00257-3.
- als Herausgeber mit Florian Schramm: Kompetenzmanagement in Clustern und Organisationen. Fachkräfteentwicklung im demografischen Wandel. Augsburg 2018, ISBN 3-95710-209-X.